# Alison Jackson
Alison Jackson   (Vermilion, 14 de desembre de 1988) és una ciclista canadenca. Actualment corre a l'equip ciclista femení del EF Education-TIBCO-SVB.
La seva principal victòria és la Paris-Roubaix Femmes el 2023.

## Palmarès

### Carretera
- 2014
  - 1a al Tour de White Rock i vencedora d'una etapa
- 2015
  -  Campiona del Canadà júnior en critèrium
  - 1a a Heusden
  - Vencedora de dues etapes a la Chico Stage Race
  - Vencedora d'una etapa a la Redlands Bicycle Classic
- 2016
  - Vencedora d'una etapa al Tour de l'Ardecha
  - Vencedora de d'una etapa a la Chico Stage Race
  - Vencedora de dues etapes a la Valley of the Sun Stage Race
  - Vencedora d'una etapa a Trofeu d'Or femení
- 2017
  - 1a a Romanengo
- 2018
  - 1a a Oudenaarde–GP de President
- 2019
  - 1a a la Delta Road Race
  - Vencedora d'una etapa a la Volta a Escòcia
- 2021
  -  Campiona del Canadà en ruta
  -  Campiona del Canadà en contrarellotge
  - Vencedora d'una etapa a la Simac Ladies Tour
- 2023
  - 1a a la Paris-Roubaix Femmes
- 2024
  - Vencedora d'una etapa a la Volta a Espanya
- 2025
  -  Campiona del Canadà en ruta
  - 1a a la Gracia Orlová i vencedora d'una etapa

### Resultats a les Grans Voltes

#### Tour de França
- 2023: 108a posició
- 2024: 105a posició
- 2025: 113a posició

#### 
- 2024: 63a posició, vencedora de la 2a etapa